# Benzoesan etylu
Benzoesan etylu – organiczny związek chemiczny, ester kwasu benzoesowego i etanolu, z których można go otrzymać w obecności katalizatora kwasowego:
Jest bezbarwną cieczą o charakterystycznym zapachu. Rozpuszcza się w rozpuszczalnikach organicznych np. etanolu, słabo rozpuszcza się w wodzie, ulegając w niej hydrolizie:
C6H5COOC2H5 + H2O → C6H5COOH + C2H5OH